# International Organisation for Biologisk Bekæmpelse
Den internationale organisation for biologisk og integreret bekæmpelse af skadegørere (engelsk: The International Organization for Biological and Integrated Control of Noxious Animals and Plants eller International Organisation for Biological Control eller blot IOBC) er en international organisation, der er fortaler for biologisk bekæmpelse, integreret plantebeskyttelse (IPM) og integreret produktion (IP). Organisationen er tilknyttet International Union of Biological Sciences (IUBS). IOBC's officielle sprog er engelsk og fransk.

## Introduktion
IOBC fungerer som ressource for internationale organisationer, for eksempel: Den Europæiske Kommission for bæredygtig brug af pesticider ("Sustainable Use of Pesticides") og status i Europa for IPM, 'Integrated Pest Management', integreret plantebeskyttelse    "EC-reguleringen af biologiske nytteorganismer" (REBECA) med hensyn til nyttedyr,   den rådgivende gruppe for international landbrugsforskning -CGIAR- vedrørende IPM,  den Europæiske Plantebeskyttelses Organisation (EPPO) om nytteorganismer med hensyn til biodiversitetskonventionen (CBD).

## Historie og struktur
IOBC's historie blev offentliggjort i 1988. I 1948 blev idéen om en international organisation for biologisk bekæmpelse første gang beskrevet. I 1950 besluttede IUBS at støtte oprettelsen af "Commission Internationale de Lutte Biologique" (CILB) som en del af IUBS Division of Animal Biology og der blev oprettet en kommitte til at fremme dette koncept. I 1955 blev vedtægterne for denne nye organisation ratificeret af IUBS. Det første møde i CILB var i Antibes i Frankrig. I 1965 ændrede CILB navn fra “Commission” til “Organization” og blev “International Organization of Biological Control of Noxious Animals and Plants”. I 1969 blev i IUBS regi opnået en aftale mellem organisationerne om at samle IOBC og “International advisory committee for biological Control” til en enkelt international organisation under navnet IOBC. Det videnskabelige tidsskrift Entomophaga (i dag BioControl) blev det officielle tidsskrift for den nye organisation. I 1971 blev Global IOBC oprettet og det tidligere IOBC blev til IOBC/WPRS, en af de regionale afdelinger.
Der er nu seks regionale afdelinger i verden:
- APRS Asia and Pacific Regional Section
- ATRS Afrotropical Regional Section
- EPRS East Palearctic Regional Section
- NRS Nearctic Regional Section
- NTRS Neotropical Regional Section
- WPRS West Palearctic Regional Section

## Mål og formål
IOBC fremmer udviklingen af biologisk bekæmpelse og dens brug i integreret bekæmpelse af skadegørere og internationalt samarbejde som fremmer dette formål.
IOBC indsamler, evaluerer og formidler viden om biologisk bekæmpelse og fremmer national og international handling med hensyn til forskning, træning af medarbejdere, koordination af anvendelse i større skala og formidling og kommunikation vedrørende den økonomiske og sociale betydning af biologisk bekæmpelse.
IOBC arrangerer konferencer, møder og symposier, og andre initiativer for at udmønte sine mål.

## Det globale IOBC
Ud over at være paraplyorganisation for de seks regionale enheder, publicerer Global IOBC proceedings fra møder, et nyhedsbrev og bøger og har 10 arbejdsgrupper. Disse grupper mødes og diskuterer særlige emner, typisk vedrørerende de skadedyr i land- og havebrug, der ofte har betydning for biologisk bekæmpelse globalt.

### Kvalitetskontrol af standarder
Da brug af biologisk bekæmpelse ikke er som at sprøjte med pesticider, der giver et umiddelbart resultat, er det afgørende at kvaliteten af nytteorganismerne er ensartet god for at planteavlerne fuldt skal acceptere og bruge enten biologisk bekæmpelse eller en integreret bekæmpelse. For at sikre dette, er der udviklet og løbende opdateret et sæt af standarder til at vurdere kvaliteteskontrollen af de kommercielt producerede nytteorganismer. Disse vejledninger er også accepteret og bruges videnskabeligt (se referencer).

### Commission on Biological Control and Access and Benefit Sharing
I 2008 oprettede IOBC Global "Commission on Biological Control and Access and Benefit Sharing". Under Biodiversitetskonventionen (CDB) har lande suveræne rettigheder over deres genetiske ressourcer. Der er behov for aftaler, der regulerer adgang til disse ressourcer og delingen af de værdier der skabes ved deres brug mellem involverede parter. Disse aftaler blev indgået af en række grunde, herunder den økonomiske forfordelingen af ulandene på det farmaceutiske marked. Men siden aftalerne blev indgået har der været uforudsete konsekvenser. Aftaler omfatter også arter der indsamles med henblik på muligt brug til biologisk bekæmpelse. Nylig anvendelse af CBD principper har allerede gjort det vanskeligt eller umuligt at indsamle eller eksportere nytteorganismer til biologisk bekæmpelse i adskillige lande.

### West Palaearctic Regional Section
West Palaearctic Regional Section er den mest aktive af de regionale afdelinger med 20 arbejdsgrupper (som fokuserer på afgrøder, skadedyr, sygdomme og andre emner) og fem kommissioner som normalt mødes forskellige steder i medlemslandene. Desuden udgiver WPRS IOBC/WPRS Bulletin som af USAs landbrugsministerium (United States Department of Agriculture) regnes som et af de væsentligste forskningstidsskrifter om økologisk produktion og økologisk mad, nyhedsbreve og bøger.

#### Pesticidskader
Arbejdsgruppen "Pesticides and Beneficial Organisms" består af forskere fra mange lande. De etablerede standarder, som periodisk opdateres, for test og vurdering af pesticiders skadevirkning på et bredt udsnit af nyttedyr. Formålet med at etablere disse standarder var at skabe mulighed for at kunne vurdere pesticider med hensyn til deres negative virkning på nyttedyr og sammenligne viden om pesticiders skadevirkninger på nyttedyr fra hele verden. med resultaterne fra disse standardiserede tests, er det muligt at identificere selektive pesticider som skader nyttedyr mindre og ved at bruge disse midler i plantebeskyttelsen at nedsætte pesticidskader på non-target organismer. Disse standarder anvendes af det videnskabelige samfund i hele verden (se enkelte nylige publikationer).

#### Integreret produktion
En af IOBC-WPRS kommissioner er om integreret produktion "Integrated Production" eller IP, et koncept for bæredygtigt landbrug baseret på brug af naturlige ressourcer og reguleringsmekanismer til erstatning for potentielt forurenende input. Dyrkningsmetoder og biologiske/fysiske/kemiske bekæmepelsesmetoder udvælges og afpasses med hensyn til beskyttelse af sundhed hos landmænd, forbrugere og miljøet. Kommission for "Integrated Production and Integrated Pest Management" har udarbejdet afgrødespecifikke IP guidelines established for kernefrugt, stenfrugt, markafgrøder i Europa, vin, bær, oliven, citrus og grøntsager.